# Volker Heinsberg
Volker Heinsberg (* 11. Mai 1943 in Gotha; † 28. September 2016 in Berlin) war ein deutscher Diplomat und war vom 5. September 2005 bis 2008 Botschafter der Bundesrepublik Deutschland in Litauen.

## Leben

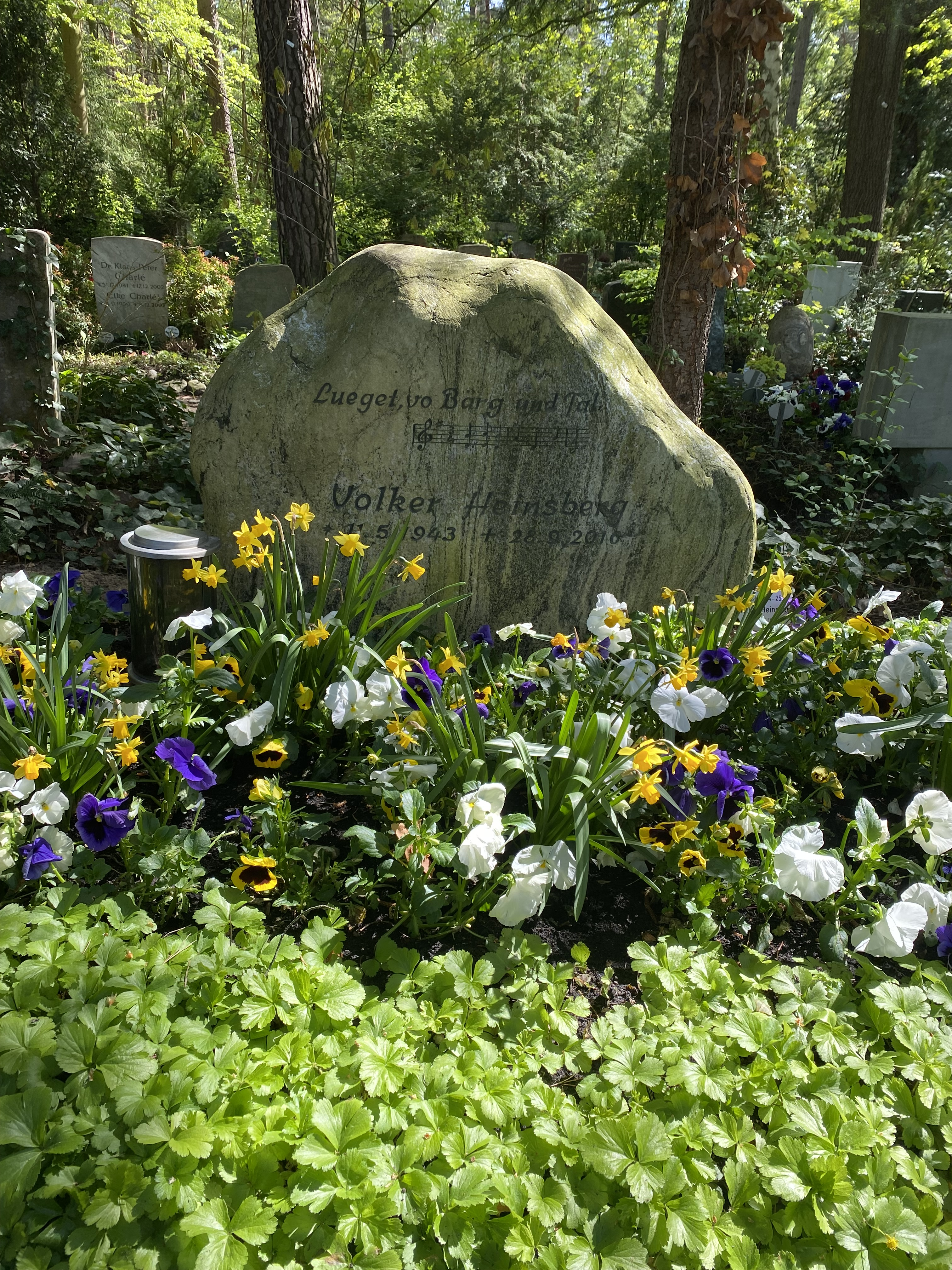
Grabstätte auf dem Waldfriedhof Zehlendorf

Volker Heinsberg absolvierte ein Studium der Germanistik, Politik-, Rechts- und Staatswissenschaften. Nach dem Eintritt in den Auswärtigen Dienst 1973 folgten Verwendungen an der Botschaft in der Sowjetunion und im Auswärtigen Amt in Bonn.
Von 1979 bis 1982 war er Ständiger Vertreter des Botschafters in Libyen. Anschließend folgte eine Verwendung bei der Ständigen Vertretung bei den Vereinten Nationen in New York und erneut im Auswärtigen Amt in Bonn.
Von 1991 bis 1993 war er Botschafter der Bundesrepublik Deutschland in Haiti. Daraufhin war er bis 1997 Ständiger Vertreter des Leiters der Ständigen Vertretung bei der Westeuropäischen Union (WEU) in Brüssel. Von 1997 bis 2001 war er Leiter des Referats 202 (Europäische Sicherheits- und Verteidigungspolitik, ESVP) des Auswärtigen Amtes in Bonn.
Vor seiner Verwendung in Litauen war Volker Heinsberg von 2001 bis September 2005 Botschafter und Leiter der Deutschen Delegation bei der Genfer Abrüstungskonferenz.
Seine letzte Ruhestätte fand Heinsberg auf dem Waldfriedhof Zehlendorf (Feld 024-256).

## Weblink
- Homepage der Deutschen Botschaft in Wilna